# 堀新 (歴史学者)
堀 新（ほり しん、1961年 - ）は、日本の歴史学者、共立女子大学教授。専攻は日本史。

## 来歴・人物
岡山県生まれ。1985年早稲田大学文学部 日本史学専攻卒、1993年同大学院文学研究科を単位取得退学。共立女子大学文芸学部講師、助教授、教授。2009年「近世国家の成立と権力構造」で早稲田大学より博士（文学）の学位を取得。研究領域は日本中世史および近世史である。

## 著書

### 単著
- 『天下統一から鎖国へ』吉川弘文館〈日本中世の歴史７〉、2010年1月。ISBN 978-4-642-06407-1。
- 『織豊期王権論』校倉書房〈歴史科学叢書〉、2011年2月。ISBN 978-4-7517-4290-7。

### 編著
- 『信長公記を読む』吉川弘文館〈歴史と古典〉、2009年2月。ISBN 978-4-642-07158-1。

### 共編著
- 深谷克己との編著
  - 『近世国家』東京堂出版〈展望日本歴史１３〉、2000年4月。ISBN 4-490-30563-X。
  - 『権威と上昇願望』吉川弘文館〈<江戸>の人と身分　３〉、2010年10月。ISBN 978-4-642-06568-9。
- 山本博文編、堀新との編著
  - 『消された秀吉の真実　徳川史観を越えて』柏書房、2011年6月。ISBN 978-4-7601-3994-1。
  - 『偽りの秀吉像を打ち壊す』柏書房、2013年1月。ISBN 978-4-7601-4217-0。
  - 『戦国大名の古文書　東日本編』柏書房、2013年7月。ISBN 978-4-7601-4281-1。
  - 『戦国大名の古文書　西日本編』柏書房、2013年11月。ISBN 978-4-7601-4297-2。
  - 『豊臣政権の正体』柏書房、2014年6月。ISBN 978-4-7601-4411-2。
  - 『豊臣秀吉の古文書』柏書房、2015年1月。ISBN 978-4-7601-4539-3。
  - 『徳川家康の古文書』柏書房、2015年11月。ISBN 978-4-7601-4640-6。
  - 『織田信長の古文書』柏書房、2016年1月。ISBN 978-4-7601-4641-3。
- 井上泰至共編『秀吉の虚像と実像』笠間書院、2016年6月。ISBN 978-4-305-70814-4。

### 校訂
- 吉田兼見『兼見卿記 第4 自天正十八年正月至文祿元年十二月』橋本政宣,金子拓,遠藤珠紀共校訂　八木書店 (発売) 2015